# Jacob Henry Sarratt
Jacob Henry Sarratt (asi 1772 – 6. listopadu 1819) byl anglický šachový mistr považovaný za jednoho z nejsilnějších hráčů v Anglii na počátku 19. století.
Od roku 1804 působil Sarrat v šachové kavárně Salopian Coffee House, kde propagoval italskou šachovou školu a kritizoval názory F. A. D. Philidora. Stal se prvním anglickým profesionálním učitelem šachu, dával lekce za jednu guineu, sám sebe nazýval profesorem šachu a k jeho nejznámějším žákům patřil například William Lewis. Byl prvním, kdo v Anglii razil názor, že pat je remízou ,
což již bylo v té době na kontinentu všeobecně přijímáno.
Sarrat je autorem několika šachových knih:
- A Treatise on the Game of Chess (1808), dva díly, kniha je hlavně zaměřena na rozbor přímých útoků na krále podle zásad Modenské šachové školy,
- The Works of Damiano, Ruy López, and Salvio, on the Game of Chess (1813), překlad vybraných prací Pedra Damiana, Ruy Lopéze a Alessandra Salvia,
- The Works of Gianutio, and Gustavus Selenus, on the Game of Chess (1817), dvoudílný překlad vybraných prací Orazia Gianutia Della Mantii1 a Gustava Selena2
- A New Treatise on the Game of Chess (1828), dva díly